# Mr Gay World Philippines
Mr Gay World Philippines (tiếng Việt: Nam vương Đồng tính Thế giới Philippines) là một tổ chức phi lợi nhuận và là cuộc thi cấp quốc gia cho các thí sinh Philippines, người chiến thắng sẽ dự thi Mr Gay World.
Nhiệm vụ của Mr Gay World Philippines là 'hiện đại hóa' hình ảnh phổ biến về những người đồng tính nam và xóa bỏ những định kiến khỏi nhận thức của công chúng, và chống lại thành kiến về xu hướng tính dục vì sự bình đẳng của con người và tiếp tục nỗ lực thực hiện Chương trình phát hiện sớm HIV/AIDS cũng như xóa bỏ sự kỳ thị về xét nghiệm và căn bệnh này. Trong tương lai, thông qua cuộc thi này, cuộc thi sẽ sử dụng ảnh hưởng để thúc đẩy việc nghiên cứu và điều trị HIV/AIDS, đồng thời sử dụng những người chiến thắng để trở thành tiếng nói của bất kỳ bước đột phá y học nào.

## Người giữ danh hiệu
| Năm  | Ngày                 | Mr Gay World Philippines             | Á vương                             | Á vương                                              | Á vương           | Á vương         | Nơi tổ chức                                           | Số thí sinh | T.k.        |
| Năm  | Ngày                 | Mr Gay World Philippines             | 1                                   | 2                                                    | 3                 | 4               | Nơi tổ chức                                           | Số thí sinh | T.k.        |
| ---- | -------------------- | ------------------------------------ | ----------------------------------- | ---------------------------------------------------- | ----------------- | --------------- | ----------------------------------------------------- | ----------- | ----------- |
| 2009 | 25 tháng 10 năm 2009 | David Noel Bosley                    | Herbert Chavez                      | Nomer Yuzon                                          | Không trao giải   | Không trao giải | Metro Bar, Quezon                                     | 19          | [ 2 ]       |
| 2010 | 18 tháng 7 năm 2010  | Sherwin Limon Abuel Mandaluyong      | Marc Ernest Blala                   | Miguel Dela Serna                                    | Không trao giải   | Không trao giải | Metro Bar, Quezon                                     | 15          | [ 3 ] [ 4 ] |
| 2016 | 2 tháng 10 năm 2016  | John Fernandez Raspado Baguio        | John Bench Ortiz Pangasinan         | Christian Khalil Gorospe Vera Cruz Zamboanga del Sur | Không trao giải   | Không trao giải | University of the Philippines Theater Diliman, Quezon | 36          | [ 5 ]       |
| 2019 | 31 tháng 3 năm 2019  | Janjep Carlos Cavite                 | Kevin Ponce GarciaMacky David Belen | Không trao giải                                      | Không trao giải   | Không trao giải | Fahrenheit Café, Quezon                               | 18          | [ 6 ] [ 7 ] |
| 2020 | 2 tháng 8 năm 2020   | Leonard Kodie Macayan Quezon         | Eli Gonzales                        | Richard Miranda Fariñas                              | Kelvin Kai Angala | Verge Llego     | F. Club, Quezon                                       | 15          | [ 8 ]       |
| 2021 | 8 tháng 8 năm 2021   | Joel Rey Carcasona Cebu              | Jhapett Raymundo Hagonoy, Bulacan   | Gerald Regidor Davao                                 | Không trao giải   | Không trao giải | Online                                                | 24          | [ 9 ]       |
| 2022 | 1 tháng 10 năm 2022  | Jhapett Raymundo Hagonoy, Bulacan    | Không rõ                            | Không rõ                                             | Không rõ          | Không rõ        | Rapture Cafe Bar, Quezon                              | 15          |             |
| 2023 | 14 tháng 5 năm 2023  | John Reyes Dela Serna Dolores, Pasay | Jameson Juliander Quezon            | Rich De Guzman Buenaventura Caloocan                 | Không trao giải   | Không trao giải | Apollo Club, Roxas Blvd., Parañaque                   | 17          | [ 10 ]      |
| 2024 | 29 tháng 6 năm 2024  | John Bench Ortiz Pangasinan          | Lourd Ryan Ramos Makati             | Mark Anthony Fuentes Bacongan Malabon                | Không trao giải   | Không trao giải | Samsung Hall SM Aura, Taguig                          | 22          |             |
| 2025 | 29 tháng 6 năm 2025  | Miguel Germina Muntinlupa            | Dale Dizon Mabalacat, Pampanga      | Justin Manlapas Taguig                               | Không trao giải   | Không trao giải | SM North EDSA Sky Dome, Quezon                        | 21          | [ 11 ]      |

## Đại diện Philippines tại các cuộc thi sắc đẹp quốc tế

### Mr Gay World
Chú thích màu
- : Nam vương
- : Á vương
- : Top chung kết
- : Top bán chung kết
- : Được giải thưởng đặc biệt

| Năm         | Thí sinh                   | Thứ hạng       | Giải thưởng đặc biệt | T.k.   |
| ----------- | -------------------------- | -------------- | --- | ------ |
| 2009        | Wilbert Tolentino          | Không đạt giải | 4 - - Best in National Costume - Mr. Gay Popularity - Best in Formal Wear - Sports Challenge Winner                                |        |
| 2010        | David Noel Bosley          | Top 10         | |        |
| 2011        | Marc Ernest Biala          | Top 10         | 2 - - Best in National Costume - Mr. Gay Popularity                                                                                |        |
| 2012        | Carlito Floro Rosadino Jr. | Không đạt giải | 2 - - Best in National Costume - Mr. Gay Popularity                                                                                |        |
| 2013        | Erimar Sayo Ortigas        | Top 10         | 1 - - Mr. Gay Popularity |        |
| 2014        | Randolph Val               | Top 10         | |        |
| 2015        | Nomer Yuzon                | Không đạt giải | |        |
| 2016        | Christian Lacsamana        | Á vương 2      | 2 - - Best in National Costume - Mr Gay Popularity                                                                                 |        |
| 2017        | John Raspado               | Mr Gay World   | 5 - - Mr. Social Media - Best in Swimwear - Best in Formal Wear - Mr. Online Vote - Mr. Closed Door Interview                      |        |
| 2018        | Gleeko Magpoc              | Không đạt giải | | [ 12 ] |
| 2019        | Janjep Carlos              | Mr Gay World   | 4 - - Best in National Costume - Formal Wear - Swim Wear - Written Test                                                            |        |
| Online 2020 | Kodie Macayan              | Mr Gay World   | 5 - - Best in National Costume - Personal Interview Award - Social Media Presence Award - Best Formal Wear - Viewer's Choice Award | [ 13 ] |
| Online 2021 | Joel Carcasona             | Mr Gay World   | 1 - - Social Media Presence |        |
| 2022        | Jhapett Raymundo           | Không đạt giải | 1 - - Best in Formal Wear |        |
| 2023        | Jp Dela Serna III          | Không đạt giải | |        |
| 2024        | John Bench Ortiz           | Á vương 1      | 2 - - Best National Costume - Best Social Media Presence                                                                           | [ 19 ] |
| 2025        | Miguel Germina             |                | |        |

### International Mr Gay
Chú thích màu
- : Nam vương
- : Á vương
- : Top chung kết
- : Top bán chung kết
- : Được giải thưởng đặc biệt

| Năm       | Thí sinh                       | Thứ hạng       |
| --------- | ------------------------------ | -------------- |
| 2006–2007 | Robby Tarroza                  | Không đạt giải |
| 2009–2010 | Kris Cristopherson S. Cardenas | Không đạt giải |

## Các lần tổ chức Mr Gay World Philippines

### 2016
Mr Gay World Philippines 2016 được tổ chức tại University of the Philippines Theater Diliman, thành phố Quezon vào ngày 2 tháng 10 năm 2016. Có 36 thí sinh dự thi, John Fernandez Raspado đến từ thành phố Baguio đăng quang ngôi vị Mr Gay World Philippines.
Kết quả
| Hạng                              | Thí sinh |
| --------------------------------- | --- |
| Mister Gay World Philippines 2016 | - Thành phố Baguio – John Fernandez Raspado |
| Á vương 1                         | - Pangasinan – John Bench Ortiz |
| Á vương 2                         | - Zamboanga del Sur – Christian Khalil Gorospe Vera Cruz |
| Top 5                             | - Cavite – John Jeffrey Carlos - Batangas – Leo Ponce |
| Top 10                            | - Valenzuela – Godofredo Pascual Dela Cruz Jr. - Cebu – Jesse Regin S. Nacilla - General Santos – Peter Leary Brown - Sultan Kudarat – Raffy Gavina - Palawan – Ronaldo Ramos       |
| Top 15                            | - San Juan – Frankie Chiu - Misamis Occidental – Ian Roy Jamison Paderanga - Rizal – Jerome Lacsa - Thành phố Taguig – Jessie G. Quitevis - Lawang Bato, Valenzuela – Ronald Lamson |

Các thí sinh
| Quê quán                | Thí sinh                           | Tuổi |
| ----------------------- | ---------------------------------- | ---- |
| Agusan del Sur          | Richard Horris Fama Castones       | 27   |
| Bacolod                 | Roland Teves Jr.                   | 26   |
| Thành phố Baguio        | John Fernandez Raspado             | 35   |
| Bataan                  | Mark Lopez                         | 25   |
| Batangas                | Leo Ponce                          | 32   |
| Cavite                  | John Jeffrey Carlos                | 38   |
| Cagayan                 | Kyle Go Tecson                     | 24   |
| Cebu                    | Jesse Regin S. Nacilla             | 27   |
| Thành phố Davao         | Jerome Mantilla                    | 28   |
| Davao del Sur           | Jose Jade Dafielmoto Ingay         | 26   |
| Thành phố Dumaguete     | Madrid Villagonzalo Layan          | 26   |
| General Santos          | Peter Leary Brown                  | 25   |
| Ilocos Sur              | Erick Jay Dario                    | 29   |
| Laguna                  | Greg Obcena                        | 26   |
| Lanao del Sur           | Omar Naga                          | 30   |
| Lawang Bato, Valenzuela | Ronald Lamson                      | 25   |
| Thành phố Mandaluyong   | Mark Errol Casilihan               | 29   |
| Manila                  | Gian Henderson Liangco Ilustre     | 22   |
| Misamis Occidental      | Ian Roy Jamison Paderanga          | 30   |
| North Bay, Navotas      | Erwin Javier Ostos                 | 34   |
| Palawan                 | Ronaldo Ramos                      | 24   |
| Pampanga                | Plaveo Pineda                      | 27   |
| Pampanga                | Rolando Asban David Jr.            | 27   |
| Pangasinan              | John Bench Ortiz                   | 24   |
| Rizal                   | Jerome Lacsa                       | 30   |
| Thành phố Roxas, Capiz  | Joemar Narciso                     | 26   |
| San Juan                | Frankie Chiu                       | 25   |
| Sorsogon                | Paulo Ferrer                       | 30   |
| Sultan Kudarat          | Raffy Gavina                       | 25   |
| Surigao del Norte       | Ronald P. Ata                      | 36   |
| Surigao del Sur         | Saveno Santillan                   | 29   |
| Thành phố Tacloban      | Jaybee A. Cana                     | 29   |
| Thành phố Taguig        | Jessie G. Quitevis                 | 30   |
| Tanza, Navotas          | Mark Anthony Fuentes Bacongan      | 24   |
| Valenzuela              | Godofredo Pascual Dela Cruz Jr.    | 29   |
| Zamboanga del Sur       | Christian Khalil Gorospe Vera Cruz | 33   |

### 2021
Mr Gay World Philippines 2021 được tổ chức vào ngày 8 tháng 8 năm 2021. Có 24 thí sinh dự thi, Joel Rey Carcasona đến từ tỉnh Cebu đăng quang ngôi vị Mr Gay World Philippines.
Kết quả
| Hạng                              | Thí sinh                              |
| --------------------------------- | ------------------------------------- |
| Mister Gay World Philippines 2021 | - Tỉnh Cebu – Joel Rey Carcasona      |
| Á vương 1                         | - Hagonoy, Bulacan – Jhapett Raymundo |
| Á vương 2                         | - Thành phố Davao – Gerald Regidor    |

Các thí sinh
| Quê quán                      | Thí sinh                  | Tuổi |
| ----------------------------- | ------------------------- | ---- |
| Bacolod, Lanao del Norte      | Guillbert M. Besin        | 33   |
| Balamban, Cebu                | Erik Jan L. Apartado      | 33   |
| Bataan                        | William Eblacas Manabat   | 37   |
| Cainta, Rizal                 | Rodolfo Casas Jr.         | 27   |
| Thành phố Cebu                | Marc Chester Santillan    | 24   |
| Tỉnh Cebu                     | Joel Rey Carcasona        | 28   |
| Thành phố Davao               | Gerald Regidor            | 28   |
| Hagonoy, Bulacan              | Jhapett Raymundo          | 29   |
| Imus, Cavite                  | Emerson C. Cosme          | 27   |
| Thành phố Laoag, Ilocos Norte | Mhel Gezer Ramos          | 24   |
| Thành phố Makati              | Jhon-Jhon Camacho Lopez   | 32   |
| Thành phố Malabon             | Joseph Christian V. Rueda | 31   |
| Thành phố Masbate             | Rey M. Cabug              | 28   |
| Misamis Oriental              | Roman Morales Solito Jr.  | 28   |
| Thành phố Navotas             | Rustap De Jesus Flores    | 27   |
| Occidental Mindoro            | Daniel Vhon Fuentes       | 23   |
| Thành phố Paranáque           | Mark Joseph Cruz          | 23   |
| Thành phố Quezon              | Jasper Jan C. Adorador    | 32   |
| San Jose del Monte, Bulacan   | Mark Joshua Garcia        | 23   |
| Seattle, Washington, Hoa Kỳ   | Jessie Moran              | 30   |
| Siniloan, Laguna              | Jay Ron Comia             | 33   |
| Tanauan, Batangas             | Warren G. Parra           | 23   |
| Tỉnh Tarlac                   | Aristotle Flores          | 24   |
|                               | Edmar David               | 41   |

### 2023
Mr Gay World Philippines 2023 được tổ chức tại Apollo Club, Roxas Blvd., thành phố Parañaque vào ngày 14 tháng 5 năm 2023. Có 17 thí sinh dự thi, John Reyes Dela Serna đến từ Dolores, Pasay đăng quang ngôi vị Mr Gay World Philippines.
Kết quả
| Hạng                              | Thí sinh |
| --------------------------------- | --- |
| Mister Gay World Philippines 2023 | - Dolores, Pasay – John Reyes Dela Serna |
| Á vương 1                         | - Thành phố Quezon – Jameson Juliander |
| Á vương 2                         | - Thành phố Caloocan – Rich De Guzman Buenaventura |
| Top 5                             | - Thành phố Makati – Lourd Ryan Ramos - Talisay, Cebu – Shun Romarate |
| Top 10                            | - Thành phố Butuan – Alfredo Jugarap Cedeño Jr. - Oriental Mindoro – Irvin Clerk R Patches - Tanza, Cavite – Richard Miranda Fariñas - Thành phố Pasig – Sebastian Marco |

Các thí sinh
| Quê quán           | Thí sinh                    |
| ------------------ | --------------------------- |
| Thành phố Butuan   | Alfredo Jugarap Cedeño Jr.  |
| Thành phố Caloocan | Rich De Guzman Buenaventura |
| Cavite             | Charles Bradford            |
| Cebu               |                             |
| Dolores, Pasay     | John Reyes Dela Serna       |
| Thành phố Makati   | Lourd Ryan Ramos            |
| Naic, Cavite       |                             |
| Negros Occidental  | Marcus Jan Manalo           |
| Oriental Mindoro   | Irvin Clerk R Patches       |
| Thành phố Ormoc    | Alvin Patricio              |
| Thành phố Pasay    | Sam Ashton Lo               |
| Thành phố Pasig    | Sebastian Marco             |
| Thành phố Quezon   | Jameson Juliander           |
| Nam Leyte          |                             |
| Rizal              | Ranz Tan DP                 |
| Talisay, Cebu      | Shun Romarate               |
| Tanza, Cavite      | Richard Miranda Fariñas     |

### 2024
Mr Gay World Philippines 2024 được tổ chức tại Samsung Hall SM Aura, thành phố Taguig vào ngày 29 tháng 6 năm 2024. Có 22 thí sinh dự thi, John Bench Ortiz đến từ Pangasinan đăng quang ngôi vị Mr Gay World Philippines.
Kết quả
| Hạng                              | Thí sinh |
| --------------------------------- | --- |
| Mister Gay World Philippines 2024 | - Pangasinan – John Bench Ortiz |
| Á vương 1                         | - Thành phố Makati – Lourd Ryan Ramos |
| Á vương 2                         | - Malabon – Mark Anthony Fuentes Bacongan |
| Top 12                            | - Thành phố Antipolo – Charlie Rivera - Valenzuela – GJ Dela Cruz - Negros Occidental – Junrey Betita - San Juan – Lei Ponce - Laguna – Mark Lixcel Lantican - Muntinlupa – Miguel Germina - Silang, Cavite – Prince Toledo - Zambales – Richard Miranda Fariñas - Thành phố Pasig – Sebastian Marco |

Các thí sinh
| Quê quán           | Thí sinh                      |
| ------------------ | ----------------------------- |
| Thành phố Antipolo | Charlie Rivera                |
| Bataan             | Reymar Tungcab                |
| Cavite             | Charles Bradford              |
| Thành phố Davao    | Jeri Oxales                   |
| Davao de Oro       | Jovanie Salise                |
| Laguna             | Mark Lixcel Lantican          |
| Thành phố Makati   | Lourd Ryan Ramos              |
| Malabon            | Mark Anthony Fuentes Bacongan |
| Misamis Oriental   | Manroe Solito                 |
| Muntinlupa         | Miguel Germina                |
| Negros Occidental  | Junrey Betita                 |
| Nueva Ecija        | Jason Mark Fajardo            |
| Pampanga           | Jeff Valenzuela               |
| Pangasinan         | John Bench Ortiz              |
| Thành phố Pasig    | Sebastian Marco               |
| Pateros            | Aki Yamat                     |
| Thành phố Quezon   | Jameson Juliander             |
| Rosario, Cavite    | Aljohn Velarde                |
| San Juan           | Lei Ponce                     |
| Silang, Cavite     | Prince Toledo                 |
| Valenzuela         | GJ Dela Cruz                  |
| Zambales           | Richard Miranda Fariñas       |

### 2025
Mr Gay World Philippines 2025 được tổ chức tại SM North EDSA Sky Dome, thành phố Quezon vào ngày 29 tháng 6 năm 2025. Có 21 thí sinh dự thi, Miguel Germina đến từ Muntinlupa đăng quang ngôi vị Mr Gay World Philippines.
Kết quả
| Hạng                              | Thí sinh |
| --------------------------------- | --- |
| Mister Gay World Philippines 2025 | - Muntinlupa – Miguel Germina |
| Á vương 1                         | - Mabalacat, Pampanga – Dale Dizon |
| Á vương 2                         | - Taguig – Justin Manlapas |
| Top 6                             | - Tanza, Cavite – Kristoff Villarde - Thành phố Quezon – Cedric Rosal - Manila – Gian Henderson                                                                                        |
| Top 12                            | - Pasig – Eric Magsalos - Talisay – Keirby Empleo - Iloilo – Michael Vincent Palmes - SJDM, Bulacan – Ken Joshua Ancheta - Tỉnh Tarlac – Rodelio Candelaria - Caloocan – Cocoy Navarro |

Các giải thưởng
| Hạng                           | Thí sinh                            |
| ------------------------------ | ----------------------------------- |
| Best in National Costume       | - Manila – Gian Henderson           |
| Joey Peria Events Choice Award | - Tanza, Cavite – Kristoff Villarde |
| Heesay Choice Award            | - Tanza, Cavite – Kristoff Villarde |
| Best in Formal Wear            | - Mabalacat, Pampanga – Dale Dizon  |
| Best in Swimwear               | - Mabalacat, Pampanga – Dale Dizon  |
| Mr. Photogenic                 | - Mabalacat, Pampanga – Dale Dizon  |
| Mr. Congeniality               | - Caloocan – Cocoy Navarro          |

Các thí sinh
| Quê quán            | Thí sinh               |
| ------------------- | ---------------------- |
| Bataan              | Cyril Dy Jongco        |
| Caloocan            | Cocoy Navarro          |
| Cavite              | Eigthan Vhon Biono     |
| Dinalupihan, Bataan | John Paul Carlos       |
| Davao de Oro        | Jovanie Salise         |
| Davao del Sur       | Edwin Able             |
| Iloilo              | Michael Vincent Palmes |
| Las Piñas           | Carlos Nocum           |
| Mabalacat, Pampanga | Dale Dizon             |
| Manila              | Gian Henderson         |
| Muntinlupa          | Miguel Germina         |
| Pasig               | Eric Magsalos          |
| Thành phố Quezon    | Cedric Rosal           |
| Siquijor            | Harold Ramsden         |
| SJDM, Bulacan       | Ken Joshua Ancheta     |
| Taguig              | Justin Manlapas        |
| Tanza, Cavite       | Kristoff Villarde      |
| Talisay             | Keirby Empleo          |
| Tỉnh Tarlac         | Rodelio Candelaria     |
| Tuguegarao          | Gilbert Geilord Lazo   |
| Valenzuela          | Edz Vista              |